# 2MASS 0036+1821
2MASS 0036+1821 (officieel 2MASS J00361617+1821104) is een Bruine dwerg met een spectraalklasse van L3.5. De ster bevindt zich 28,49 lichtjaar van de zon.